# Arryadia
Arryadia (Arabisch: الرياضية) is het tweede televisienetwerk van de Marokkaanse publieke omroep SNRT. Arryadia is een sportzender om Marokkaanse topsport en buitenlandse topcompetities goed bereikbaar te maken in Marokko, waar er op familiezenders geen plaats voor lijkt te zijn.

## Het televisienetwerk
Dit netwerk bestaat uit drie zenders: Arryadia (1), Arryadia +1 en Arryadia HD. Zowel Arryadia +1 en Arryadia HD zijn alleen te ontvangen in Marokko zelf, Arryadia (1) is wereldwijd te ontvangen op de satelliet. Arryadia +1 wordt gebruikt voor wedstrijden waar er een lokale licentie voor is gekregen en is dus niet overal te ontvangen, Arryadia HD is Arryadia (1) in HD-kwaliteit, en kan alleen bekeken worden via een abonnement op digitale televisie via Maroc Telecom.

## Wat er uitgezonden wordt
De zender zendt onder meer de volgende evenementen uit:
- Marokkaans voetbal; de Marokkaanse Eredivisie en wedstrijden van het Marokkaans voetbalelftal.
- De Engelse Premier League
- UEFA Champions League
- African Cup of Nations
- WK Voetbal en het EK Voetbal
- Arab Cup of Nations
- De Olympische Spelen
- Wimbledon en Roland Garros